# جورج فاردينوجيانيس
جورج فاردينوجيانيس (باليونانية: Γιώργος Βαρδινογιάννης)‏ هو رجل أعمال يوناني وقطب من أقطاب الشحن، مالك سابق ورئيس نادي باناثينايكوس لكرة القدم. ولد في إبيسكوبي، ريثيمنو عام 1936.  وهو شقيق قطب النفط والشحن فارديس فاردينوجيانيس.

## حياة مهنية

### خرق العقوبات الروديسية
كان جورج فاردينوجيانيس قائد ناقلة النفط إم في أرييتا فينيزيلوس، التي كانت موجودة في فبراير 1966 في الخليج العربي. ردا على المخاوف من أن النفط الذي كانت تحمله متوجه إلى روديسيا أعطت الحكومة اليونانية تعليمات لملاكها بتحويل السفينة إلى روتردام بدلاً من جنوب إفريقيا ومنع تسليم النفط إلى روديسيا.  ومع ذلك، واصل فاردينوجيانيس الإبحار إلى بيرا في موزمبيق، ثم مستعمرة البرتغال. ومن هناك سيمكن لخط الأنابيب ضخ النفط إلى روديسيا غير الساحلية. 

### كرة القدم
كان رئيسًا لنادي كرة القدم اليوناني باناثينايكوس لمدة 21 عامًا (1979-2000) وكان يحمل لقب الكابتن.